# Katona Ádám
Katona Ádám (Dicsőszentmárton, 1935. október 12. –) magyar irodalom- és művelődéstörténész, közíró.

## Életútja
Székelyudvarhelyen érettségizett (1954), orvosi tanulmányokat folytatott (1954–58), udvarhelyi falvakban tanított helyettes tanári beosztásban, művelődési otthonban igazgató, a Babeș–Bolyai Tudományegyetemen magyar szakos tanári oklevelet szerzett (1968). Az Igazság szerkesztőségében (1968–70), majd a Székelyudvarhelyi Múzeumban (1970–81) dolgozott, 1982-től ugyanott, valamint Korondon, Homoródszentmártonban általános iskolákban tanított.
Első cikkei az Utunk és Ifjúmunkás hasábjain jelentek meg (1965), a Korunk, Igaz Szó, Nyelv- és Irodalomtudományi Közlemények, a budapesti Irodalomtörténet (It) és Színház, a jugoszláviai Új Symposion közölte írásait; magyar nyelvű napilapok munkatársa.
Számos tanulmánya Kemény Zsigmond életét és munkásságát elemzi: az író befejezetlenül maradt első regényét rekonstruálja (NyIrK 1973/1), tragikus "Mohács-élmény"-ét faggatja pályaívén (Korunk 1976/1–2), a csalódások lépcsőfokain kíséri végig (Irodalomtörténet, Budapest, 1977/2).
Érdeklődési körének jelentős része a jellemábrázolás. Kiválasztott személyiségeit koruk történeti és összehasonlító gondolati összefüggésrendszerébe helyezve mutatja be, akár Szókratész perét kommentálja, avagy a filozófus Teilhard de Chardint mutatja be (Korunk 1967/1), akár vitát ébresztőn Kányádi Sándor népi-nemzeti emberségét idézi legszebb versei élén, avagy a sokáig méltatlanul elhallgatott György Lajos egyetemes távlatokat nyitó összehasonlító szemléletére irányítja figyelmünket (Korunk 1971/12) s a nemzeti és egyetemes egységét méltatja Fülep Lajos életművében. Alkotás közben figyeli meg Nagy Imrét, a festőművészt (Korunk, 1974/2) s Kodály Zoltán eszmei hatékonyságának magyarázatát keresi a zeneszerző-művelődéspolitikus cikkeinek gyűjteménybe foglalásakor.
Az irodalom, művészet és tudományosság összefüggéseiben horgonyt vető szellemiségét szervesen egészítik ki a táncházmozgalommal kapcsolatos cikkei, cikksorozatai A Hétben és a Művelődésben. Folklór- és néphagyománygyűjtő, a Székelyföld népművészeti értékeinek kutatója.

## Az 1989-es fordulat után
1989 után bekapcsolódott az RMDSZ politikai tevékenységébe, az autonómia híve. Művelődéstörténeti kutatásait is tovább folytatja és jelentős szerepet tölt be Udvarhely kulturális- és közéletében.

## Társasági tagság
1990-ben Székelyudvarhelyen megalakult az Orbán Balázs Közművelődési Egyesület, tiszteletbeli elnökévé Sütő Andrást, ügyvezető elnöknek pedig Katona Ádámot választották.

## Díjak, elismerések
- Sütő András-díj (Anyanyelvápolók Erdélyi Szövetségétől, 2010)[2]
- A Magyar Érdemrend lovagkeresztje, 2020[3]

## Szerkesztésében, előszavával, jegyzeteivel jelent meg
- Platón: Szókratész pöre. Levelek (Téka sorozat, 1972)
- Veres Péter: Ha nem lehettél szálfa (válogatott írások Sütő András utószavával, Magyar Klasszikusok 1973)
- Kodály Zoltán: Néphagyomány és zenekultúra (válogatott írások, Téka sorozat, 1974)
- Kányádi Sándor legszebb versei (1974, 1977)
- Kemény Zsigmond: Zord idő (Benkő Samu utószavával, Magyar Klasszikusok 1975)
- Fülep Lajos: Európai művészet és magyar művészet (cikkgyűjtemény, Téka 1979)